# Miss Francia
Miss Francia es un concurso de belleza nacional en Francia que se lleva a cabo de manera anual, en diciembre. El concurso se llevó a cabo por primera vez en 1920 y se ha organizado de forma ininterrumpida desde 1947. La marca es propiedad de la «Société Miss France», una SAS filial del grupo Endemol Francia. El concurso se transmite por TF1.
El concurso está encargado de seleccionar a las representantes francesas rumbo a Miss Universo y Miss Mundo, siendo la titular la encargada de decidir a cuál concurso asistir.
La actual Miss Francia es Angélique Angarni-Filopon, quien fue coronada el 14 de diciembre de 2024 en Miss Francia 2025. Anteriormente había sido coronada Miss Martinica 2024, siendo la primera mujer de Martinica en ganar el título, al igual que la primera mujer de más de 30 años en haber competido en el certamen.

## Normas
El formato de elección ha variado a lo largo de los años. Usualmente, un jurado conformado por personalidades del medio, junto con la votación popular; se encarga de evaluar a las candidatas. Desde 2010, es el público, mediante voto popular el encargado de escoger a Miss Francia y a sus cuatro finalistas. 
Las candidatas del concurso —representantes de las regiones de la Francia metropolitana y de ultramar—, adscriben al sistema de normas del concurso; las cuales son:
- haber nacido mujer ;
- ser de nacionalidad francesa ;
- tener entre 18 y 24 años de edad, cumplidos al 1 de noviembre del año del concurso ;
- medir 1,70 m como mínimo ;
- no poseer antecedentes penales.[4]

Asimismo, hay conductas terminantemente prohibidas por la organización y la realización de éstas deriva en la destitución/inadmisión de la candidata:
- las cirugías plásticas (excepto la cirugía reconstructiva);
- los tatuajes y/o perforaciones;
- ser casada, divorciada o viuda;
- tener hijos;
- haber posado total o parcialmente desnuda;
- usar su título regional para difundir conductas políticas o religiosas.

## Titulares
| Año  | Titular                       | Región                 | Ciudad sede                              |
| ---- | ----------------------------- | ---------------------- | ---------------------------------------- |
| 1920 | Agnès Souret †                | Aquitania              | París, Isla-de-Francia                   |
| 1921 | Pauline Pô †                  | Córcega                | París, Isla-de-Francia                   |
| 1927 | Roberte Cusey †               | Jura                   | París, Isla-de-Francia                   |
| 1928 | Raymonde Allain †             | Bretaña                | París, Isla-de-Francia                   |
| 1929 | Germaine Laborde †            | Gascuña                | París, Isla-de-Francia                   |
| 1929 | Madeleine Mourgues            | Rosellón               | París, Isla-de-Francia                   |
| 1930 | Yvette Labrousse              | Lyon                   | París, Isla-de-Francia                   |
| 1931 | Jeanne Juillia                | Garona                 | París, Isla-de-Francia                   |
| 1931 | Lucienne Nahmias              | París                  | París, Isla-de-Francia                   |
| 1932 | Lyne Quesson de Souza         | Costa Azul             | Niza, Provenza-Alpes-Costa Azul          |
| 1933 | Jacqueline Bertin             | París                  | París, Isla-de-Francia                   |
| 1934 | Simone Barillier              | París                  | París, Isla-de-Francia                   |
| 1935 | Elisabeth Pitz                | Saarbrücken            | París, Isla-de-Francia                   |
| 1935 | Gisèle Préville               | París                  | París, Isla-de-Francia                   |
| 1936 | Lynne Lassal                  | Picardía               | París, Isla-de-Francia                   |
| 1937 | Jacqueline Janet              | Bretaña                | París, Isla-de-Francia                   |
| 1938 | Annie Garrigues               | Pirineos Orientales    | París, Isla-de-Francia                   |
| 1939 | Ginette Catriens              | Isla-de-Francia        | París, Isla-de-Francia                   |
| 1940 | Joséphine Ladwig              | Alsacia                | París, Isla-de-Francia                   |
| 1947 | Yvonne Viseux                 | Costa Azul             | París, Isla-de-Francia                   |
| 1948 | Jacqueline Donny              | París                  | París, Isla-de-Francia                   |
| 1949 | Juliette Figueras             | París                  | París, Isla-de-Francia                   |
| 1950 | Maryse Delort                 | París                  | Marsella, Provenza-Alpes-Costa Azul      |
| 1951 | Nicole Drouin                 | Saint-Tropez           | Marsella, Provenza-Alpes-Costa Azul      |
| 1952 | Josiane Pouy                  | Costa de Plata         | Burdeos, Aquitania                       |
| 1953 | Sylviane Carpentier †         | Picardía               | Chamonix, Ródano-Alpes                   |
| 1954 | Irène Tunc                    | Costa Azul             | Évian-les-Bains, Ródano-Alpes            |
| 1955 | Véronique Zuber               | París                  | Fontainebleau, Isla-de-Francia           |
| 1956 | Gisèle Charbit                | Marruecos              | Niza, Provenza-Alpes-Costa Azul          |
| 1957 | Sylvie-Rosine Numez           | Saint-Étienne          | Lyon, Ródano-Alpes                       |
| 1958 | Monique Negler                | Normandía              | Toulouse, Mediodía-Pirineos              |
| 1959 | Monique Chiron                | Picardía               | Reims, Champaña-Ardenas                  |
| 1960 | Brigitte Barazer de Lannurien | Costa Esmeralda        | Aix-les-Bains, Provenza-Alpes-Costa Azul |
| 1961 | Luce Auguer                   | Ultramar               | Aix-les-Bains, Provenza-Alpes-Costa Azul |
| 1961 | Michèle Wargnier              | Bretaña                | Aix-les-Bains, Provenza-Alpes-Costa Azul |
| 1962 | Monique Lemaire               | Costa Esmeralda        | El Havre, Normandía                      |
| 1963 | Muguette Fabris               | Isla-de-Francia        | Burdeos, Aquitania                       |
| 1964 | Jacqueline Gayraud            | Vandea                 | París, Isla-de-Francia                   |
| 1965 | Christiane Sibellin           | Lyon                   | Yvelines, Isla-de-Francia                |
| 1966 | Michèle Boulé                 | Cannes                 | Vendôme, Centro-Valle de Loira           |
| 1967 | Jeanne Beck                   | Normandía              | Enghien-les-Bains, Isla-de-Francia       |
| 1968 | Christiane Lillio             | Saint-Étienne          | Grenoble, Ródano-Alpes                   |
| 1969 | Suzanne Angly                 | Alsacia                | Burdeos, Aquitania                       |
| 1970 | Michelle Beaurain             | París                  | Mulhouse, Alsacia                        |
| 1971 | Myriam Stocco                 | Languedoc-Rosellón     | Rungis, Isla-de-Francia                  |
| 1972 | Claudine Cassereau            | Poitou                 | Épernay, Champaña-Ardenas                |
| 1973 | Isabelle Nadia Krumacker      | Lorena                 | París, Isla-de-Francia                   |
| 1974 | Edna Tepava                   | Tahití                 | París, Isla-de-Francia                   |
| 1975 | Sophie Perin                  | Lorena                 | París, Isla-de-Francia                   |
| 1976 | Monique Uldaric               | Reunión                | Évry, Isla-de-Francia                    |
| 1977 | Véronique Fagot               | Poitou                 | París, Isla-de-Francia                   |
| 1978 | Brigitte Konjovic             | París                  | París, Isla-de-Francia                   |
| 1979 | Sylvie Hélène Marie Parera    | Marsella               | París, Isla-de-Francia                   |
| 1980 | Patricia Barzyk               | Jura                   | París, Isla-de-Francia                   |
| 1981 | Isabelle Sophie Benard        | Normandía              | París, Isla-de-Francia                   |
| 1982 | Sabrina Belleval              | Costa Azul             | París, Isla-de-Francia                   |
| 1983 | Frederique Marcelle Leroy     | Burdeos                | París, Isla-de-Francia                   |
| 1984 | Martine Robine                | Normandía              | París, Isla-de-Francia                   |
| 1985 | Suzanne Iskandar              | Alsacia                | París, Isla-de-Francia                   |
| 1986 | Valérie Pascale               | París                  | París, Isla-de-Francia                   |
| 1987 | Nathalie Marquay              | Alsacia                | París, Isla-de-Francia                   |
| 1988 | Sylvie Bertin                 | Bresse-Bugey           | París, Isla-de-Francia                   |
| 1989 | Stephanie Zlotkowski          | Aquitania              | Saint-Denis, Isla-de-Francia             |
| 1990 | Gaëlle Voiry                  | Aquitania              | Saint-Denis, Isla-de-Francia             |
| 1991 | Maréva Georges                | Tahití                 | La Défense, Isla-de-Francia              |
| 1992 | Linda Hardy                   | Países del Loira       | La Défense, Isla-de-Francia              |
| 1993 | Véronique de la Cruz          | Guadalupe              | La Défense, Isla-de-Francia              |
| 1994 | Valérie Claisse               | Países del Loira       | La Défense, Isla-de-Francia              |
| 1995 | Mélody Vilbert                | Aquitania              | La Défense, Isla-de-Francia              |
| 1996 | Laure Belleville              | País de Saboya         | Lille, Norte-Paso de Calais              |
| 1997 | Patricia Spehar               | París                  | Futuroscope, Poitou-Charentes            |
| 1998 | Sophie Thalmann               | Lorena                 | Deauville, Normandía                     |
| 1999 | Maréva Galanter               | Tahití                 | Nancy, Lorena                            |
| 2000 | Sonia Rolland                 | Borgoña                | París, Isla-de-Francia                   |
| 2001 | Élodie Gossuin                | Picardía               | Mónaco                                   |
| 2002 | Sylvie Tellier                | Lyon                   | Mulhouse, Alsacia                        |
| 2003 | Corinne Coman                 | Guadalupe              | Lyon, Ródano-Alpes                       |
| 2004 | Lætitia Bléger                | Alsacia                | Deauville, Normandía                     |
| 2005 | Cindy Fabre                   | Normandía              | Tours, Centro-Valle de Loira             |
| 2006 | Alexandra Rosenfeld           | Languedoc              | Cannes, Provenza-Alpes-Costa Azul        |
| 2007 | Rachel Legrain-Trapani        | Picardía               | Futuroscope, Poitou-Charentes            |
| 2008 | Valérie Bègue                 | Reunión                | Dunkerque, Norte-Paso de Calais          |
| 2009 | Chloé Mortaud                 | Albi Mediodía-Pirineos | Puy du Fou, Países del Loira             |
| 2010 | Malika Ménard                 | Normandía              | Niza, Provenza-Alpes-Costa Azul          |
| 2011 | Laury Thilleman               | Bretaña                | Caen, Normandía                          |
| 2012 | Delphine Wespiser             | Alsacia                | Brest, Bretaña                           |
| 2013 | Marine Lorphelin              | Borgoña                | Limoges, Limosín                         |
| 2014 | Flora Coquerel                | Orleanesado            | Dijon, Borgoña                           |
| 2015 | Camille Cerf                  | Norte-Paso de Calais   | Orléans, Centro-Valle de Loira           |
| 2016 | Iris Mittenaere               | Norte-Paso de Calais   | Lille, Norte-Paso de Calais              |
| 2017 | Alicia Aylies                 | Guyana                 | Montpellier, Languedoc-Rosellón          |
| 2018 | Maëva Coucke                  | Norte-Paso de Calais   | Châteauroux, Centro-Valle de Loira       |
| 2019 | Vaimalama Chaves              | Tahití                 | Lille, Norte-Paso de Calais              |
| 2020 | Clémence Botino               | Guadalupe              | Marsella, Provenza-Alpes-Costa Azul      |
| 2021 | Amandine Petit                | Normandía              | Puy du Fou, Países del Loira             |
| 2022 | Diane Leyre                   | Isla-de-Francia        | Caen, Normandía                          |
| 2023 | Indira Ampiot                 | Guadalupe              | Châteauroux, Centro-Valle de Loira       |
| 2024 | Eve Gilles                    | Norte-Paso de Calais   | Dijon, Borgoña-Franco Condado            |
| 2025 | Angélique Angarni-Filopon     | Martinica              | Futuroscope, Poitou-Charentes            |

## Representación en concursos internacionales

### Miss Universo
Francia junto con Canadá, ha participado en todas las ediciones de Miss Universo y ha sido representada por:
- 51 candidatas enviadas por el concurso nacional de Miss Francia:
  - 38 titulares de Miss Francia.
  - 12 finalistas de Miss Francia.
- 17 candidatas designadas por comités externos a Miss Francia.

De las 72 ediciones de Miss Universo, Francia ha clasificado 22 veces.
- Ganadora
- Finalista
- Semi-finalista

| Año  | Miss Universo Francia  | Clasificación en Miss Francia                | Región                 | Resultado en Miss Universo |
| ---- | ---------------------- | -------------------------------------------- | ---------------------- | -------------------------- |
| 2023 | Diane Leyre            | Miss Francia 2022                            | Isla-de-Francia        | No clasificó               |
| 2022 | Floriane Bascou        | 1.ª finalista de Miss Francia 2022           | Martinique             | No clasificó               |
| 2021 | Clémence Botino        | Miss Francia 2020                            | Guadalupe              | Top 10                     |
| 2020 | Amandine Petit         | Miss Francia 2021                            | Normandía              | Top 21                     |
| 2019 | Maëva Coucke           | Miss Francia 2018                            | Norte-Paso de Calais   | Top 10                     |
| 2018 | Eva Colas              | 1.ª finalista de Miss Francia 2018           | Córcega                | No clasificó               |
| 2017 | Alicia Aylies          | Miss Francia 2017                            | Guyana                 | No clasificó               |
| 2016 | Iris Mittenaere        | Miss Francia 2016                            | Norte-Paso de Calais   | Miss Universo 2016         |
| 2015 | Flora Coquerel         | Miss Francia 2014                            | Orleanesado            | Top 5                      |
| 2014 | Camille Cerf           | Miss Francia 2015                            | Norte-Paso de Calais   | Top 15                     |
| 2013 | Hinarani de Longeaux   | 1.ª finalista de Miss Francia 2013           | Tahití                 | No clasificó               |
| 2012 | Marie Payet            | 2.ª finalista de Miss Francia 2012           | Reunión                | Top 10                     |
| 2011 | Laury Thilleman        | Miss Francia 2011                            | Bretaña                | Top 10                     |
| 2010 | Malika Ménard          | Miss Francia 2010                            | Normandía              | Top 15                     |
| 2009 | Chloé Mortaud          | Miss Francia 2009                            | Albi Mediodía-Pirineos | Top 10                     |
| 2008 | Laura Tanguy           | 2.ª finalista de Miss Francia 2008           | Países del Loira       | No clasificó               |
| 2007 | Rachel Legrain-Trapani | Miss Francia 2007                            | Picardía               | No clasificó               |
| 2006 | Alexandra Rosenfeld    | Miss Francia 2006                            | Languedoc              | No clasificó               |
| 2005 | Cindy Fabre            | Miss Francia 2005                            | Normandía              | No clasificó               |
| 2004 | Laetitia Bléger        | Miss Francia 2004                            | Alsacia                | No clasificó               |
| 2003 | Emmanuelle Chossat     | Comité externo                               | -                      | No clasificó               |
| 2002 | Sylvie Tellier         | Miss Francia 2002                            | Lyon                   | No clasificó               |
| 2001 | Élodie Gossuin         | Miss Francia 2001                            | Picardía               | Top 10                     |
| 2000 | Sonia Rolland          | Miss Francia 2000                            | Borgoña                | Top 10                     |
| 1999 | Mareva Galanter        | Miss Francia 1999                            | Tahití                 | No clasificó               |
| 1998 | Sophie Thalmann        | Miss Francia 1998                            | Lorena                 | No clasificó               |
| 1997 | Patricia Spehar        | Miss Francia 1997                            | París                  | No clasificó               |
| 1996 | Laure Belleville       | Miss Francia 1996                            | Saboya                 | No clasificó               |
| 1995 | Mélody Vilbert         | Miss Francia 1995                            | Aquitania              | No clasificó               |
| 1994 | Valérie Claisse        | Miss France 1994                             | Países del Loira       | No clasificó               |
| 1993 | Véronique de la Cruz   | Miss Francia 1993                            | Guadalupe              | No clasificó               |
| 1992 | Linda Hardy            | Miss Francia 1992                            | Países del Loira       | No clasificó               |
| 1991 | Mareva Georges         | Miss Francia 1991                            | Tahití                 | Top 10                     |
| 1990 | Gaëlle Voiry           | Miss Francia 1990                            | Aquitania              | No clasificó               |
| 1989 | Pascale Meotti         | 3a finalista de Miss Francia 1989            | Franco Condado         | No clasificó               |
| 1988 | Claudia Frittolini     | 1.ª finalista de Miss Francia 1988           | Alsacia                | No clasificó               |
| 1987 | Nathalie Marquay       | Miss Francia 1987                            | Alsacia                | No clasificó               |
| 1986 | Catherine Carew        | Miss Francia Ultramar 1986                   | Guadalupe              | No clasificó               |
| 1985 | Suzanne Iskandar       | Miss Francia 1985                            | Alsacia                | No clasificó               |
| 1984 | Martine Robine         | Miss Francia 1984                            | Normandía              | No clasificó               |
| 1983 | Frédérique Leroy       | Miss Francia 1983                            | Burdeos                | No clasificó               |
| 1982 | Martine Philipps       | 1.ª finalista de Miss Francia 1982           | Franco-Condado         | No clasificó               |
| 1981 | Isabelle Benard        | Miss Francia 1981                            | Normandía              | No clasificó               |
| 1980 | Brigitte Choquet       | Miss Languedoc-Rosellón en Miss Francia 1980 | Languedoc              | No clasificó               |
| 1979 | Sylvie Paréra          | Miss Francia 1979                            | Marsella               | No clasificó               |
| 1978 | Brigitte Konjovic      | Miss Francia 1978                            | París                  | No clasificó               |
| 1977 | Véronique Fagot        | Miss Francia 1977                            | Poitou                 | No clasificó               |
| 1976 | Monique Uldaric        | Miss Francia 1976                            | Reunión                | No clasificó               |
| 1975 | Sophie Perin           | Miss Francia 1975                            | Lorena                 | No clasificó               |
| 1974 | Louise Le Calvez       | 1e finalista de Miss Francia 1974            | Bretaña                | No clasificó               |
| 1973 | Isabelle Krumacker     | Miss France 1973                             | Lorena                 | No clasificó               |
| 1972 | Claudine Cassereau     | 3a finalista de Miss Francia 1972            | Poitou-Charentes       | No clasificó               |
| 1971 | Myriam Stocco          | Miss Francia 1971                            | Languedoc-Rosellón     | Top 12                     |
| 1970 | Françoise Durand-Behot | Comité externo                               | -                      | No clasificó               |
| 1969 | Agathe Cognet          | Comité externo                               | -                      | No clasificó               |
| 1968 | Elizabeth Cadren       | Comité externo                               | -                      | Top 15                     |
| 1967 | Anne Vernier           | 1a finalista de Miss Francia 1967            | Aquitania              | No clasificó               |
| 1966 | Michèle Boule          | Miss Francia 1966                            | Cannes                 | No clasificó               |
| 1965 | Marie-Thérèse Tullio   | 2a finalista de Miss Francia 1965            | Marsella               | No clasificó               |
| 1964 | Edith Noël             | Comité externo                               | -                      | Top 10                     |
| 1963 | Monique Lemaire        | Miss Francia 1962                            | Costa Esmeralda        | Top 15                     |
| 1962 | Sabine Surget          | Comité externo                               | -                      | No clasificó               |
| 1961 | Simone Darot           | Comité externo                               | -                      | Top 15                     |
| 1960 | Florence Eyrie         | Comité externo                               | -                      | No clasificó               |
| 1959 | Françoise St-Laurent   | Comité externo                               | -                      | Top 15                     |
| 1958 | Monique Boulinguez     | Comité externo                               | -                      | No clasificó               |
| 1957 | Lisa Simon             | Comité externo                               |                        | No clasificó               |
| 1956 | Anita Treyens          | Comité externo                               | -                      | Top 15                     |
| 1955 | Claudie Petit          | Comité externo                               | -                      | No clasificó               |
| 1954 | Jacqueline Beer        | Comité externo                               | -                      | Top 16                     |
| 1953 | Christiane Martel      | Comité externo                               | -                      | Miss Universo 1953         |
| 1952 | Claude Godart          | Comité externo                               | -                      | No clasificó               |

### Miss Mundo
Francia junto con Estados Unidos y Suecia, ha participado en todas las ediciones de Miss Mundo y ha sido representada por:
- 53 candidatas enviadas por el concurso nacional de Miss Francia :
  - 34 titulares de Miss Francia.
  - 19 finalistas de Miss Francia.
- 16 candidatas designadas por comités externos a Miss Francia.

De las 69 ediciones de Miss Mundo, Francia ha clasificado 31 veces.
- Ganadora
- Finalista
- Semi-finalista

| Año  | Miss Mundo Francia     | Clasificación en Miss Francia          | Región                 | Resultado en Miss Mundo |
| ---- | ---------------------- | -------------------------------------- | ---------------------- | ----------------------- |
| 2023 | Clémence Botino        | Miss Francia 2020                      | Guadalupe              | Top 40                  |
| 2021 | April Benayoum         | Primera finalista en Miss Francia 2021 | Provenza               | Top 13                  |
| 2019 | Ophély Mézino          | Primera finalista en Miss Francia 2019 | Guadalupe              | Primera finalista       |
| 2018 | Maëva Coucke           | Miss Francia 2018                      | Norte-Paso de Calais   | Top 12                  |
| 2017 | Aurore Kichenin        | Primera finalista en Miss Francia 2017 | Languedoc-Rosellón     | Top 5                   |
| 2016 | Morgane Edvige         | Primera finalista en Miss Francia 2016 | Martinica              | Top 20                  |
| 2015 | Hinarere Taputu        | Primera finalista en Miss Francia 2015 | Tahití                 | Top 11                  |
| 2014 | Flora Coquerel         | Miss Francia 2014                      | Orleanesado            | No clasificó            |
| 2013 | Marine Lorphelin       | Miss Francia 2013                      | Borgoña                | Primera finalista       |
| 2012 | Delphine Wespiser      | Miss Francia 2012                      | Alsacia                | No clasificó            |
| 2011 | Clémence Oleksy        | Segunda finalista en Miss Francia 2011 | Auvernia               | No clasificó            |
| 2010 | Virginie Dechenaud     | Primera finalista en Miss Francia 2010 | Ródano-Alpes           | Top 25                  |
| 2009 | Chloé Mortaud          | Miss Francia 2009                      | Albi Mediodía-Pirineos | Top 7                   |
| 2008 | Laura Tanguy           | Segunda finalista en Miss Francia 2008 | Países del Loira       | No clasificó            |
| 2007 | Rachel Legrain-Trapani | Miss Francia 2007                      | Picardía               | No clasificó            |
| 2006 | Laura Fasquel          | Segunda finalista en Miss Francia 2006 | Albi Mediodía-Tolosa   | No clasificó            |
| 2005 | Cindy Fabre            | Miss Francia 2005                      | Normandía              | No clasificó            |
| 2004 | Lætitia Marciniak      | Tercera finalista en Miss Francia 2004 | Artesia-Henao          | No clasificó            |
| 2003 | Virginie Dubois        | Comité externo                         | -                      | No clasificó            |
| 2002 | Caroline Chamorand     | Comité externo                         | -                      | No clasificó            |
| 2001 | Emmanuelle Chossat     | Comité externo                         | -                      | No clasificó            |
| 2000 | Karine Meier           | Comité externo                         | -                      | No clasificó            |
| 1999 | Sandra Bretonès        | Comité externo                         | -                      | No clasificó            |
| 1998 | Véronique Caloc        | Primera finalista en Miss Francia 1998 | Martinica              | Primera finalista       |
| 1997 | Laure Belleville       | Miss Francia 1996                      | País de Saboya         | No clasificó            |
| 1996 | Séverine Deroualle     | Cuarta finalista en Miss Francia 1996  | Anjou                  | No clasificó            |
| 1995 | Hélène Lantoine        | Primera finalista en Miss Francia 1995 | Flandes                | No clasificó            |
| 1994 | Radiah Latidine        | Segunda finalista en Miss Francia 1994 | Guyana                 | No clasificó            |
| 1993 | Véronique de la Cruz   | Miss Francia 1993                      | Guadalupe              | Top 10                  |
| 1992 | Linda Hardy            | Miss Francia 1992                      | Países del Loira       | No clasificó            |
| 1991 | Mareva Georges         | Miss Francia 1991                      | Tahití                 | Top 10                  |
| 1990 | Gaëlle Voiry           | Miss Francia 1990                      | Aquitania              | No clasificó            |
| 1989 | Peggy Zlotkowski       | Miss Francia 1989                      | Aquitania              | No clasificó            |
| 1988 | Claudia Frittolini     | Primera finalista en Miss Francia 1988 | Alsacia                | No clasificó            |
| 1987 | Nathalie Marquay       | Miss Francia 1987                      | Alsacia                | Top 12                  |
| 1986 | Catherine Carew        | Miss Francia Ultramar 1986             | Guadalupe              | No clasificó            |
| 1985 | Nathalie Jones         | Miss Francia Ultramar 1985             | Nueva Caledonia        | No clasificó            |
| 1984 | Martine Robine         | Miss Francia 1984                      | Normandía              | No clasificó            |
| 1983 | Frédérique Leroy       | Miss Francia 1983                      | Aquitania              | No clasificó            |
| 1982 | Martine Philipps       | Primera finalista en Miss Francia 1982 | Franco-Condado         | No clasificó            |
| 1981 | Isabelle Benard        | Miss Francia 1981                      | Normandía              | No clasificó            |
| 1980 | Patricia Barzyk        | Miss Francia 1980                      | Jura                   | Segunda finalista       |
| 1979 | Sylvie Paréra          | Miss Francia 1979                      | Marsella               | No clasificó            |
| 1978 | Kelly Hoarau           | Primera finalista en Miss Francia 1978 | Reunión                | No clasificó            |
| 1977 | Véronique Fagot        | Miss Francia 1977                      | Poitou                 | Top 15                  |
| 1976 | Monique Uldaric        | Miss Francia 1976                      | Reunión                | No clasificó            |
| 1975 | Sophie Perin           | Miss Francia 1975                      | Lorena                 | No clasificó            |
| 1974 | Edna Tepava            | Miss Francia 1974                      | Tahití                 | No clasificó            |
| 1973 | Isabelle Krumacker     | Miss Francia 1973                      | Lorena                 | No clasificó            |
| 1972 | Claudine Cassereau     | Tercera finalista en Miss Francia 1972 | Poitou                 | No clasificó            |
| 1971 | Myriam Stocco          | Miss Francia 1971                      | Languedoc-Rosellón     | Top 7                   |
| 1970 | Michelle Beaurain      | Miss Francia 1970                      | Isla-de-Francia        | No clasificó            |
| 1969 | Suzanne Angly          | Miss Francia 1969                      | Alsacia                | Top 15                  |
| 1968 | Nelly Gallerne         | Comité externo                         | -                      | Top 15                  |
| 1967 | Carole Noe             | Comité externo                         | -                      | Top 15                  |
| 1966 | Michèle Boule          | Miss Francia 1966                      | Cannes                 | Top 15                  |
| 1965 | Christiane Sibellin    | Miss Francia 1965                      | Lyon                   | Top 16                  |
| 1964 | Jacqueline Gayraud     | Miss Francia 1964                      | Vandea                 | Top 16                  |
| 1963 | Muguette Fabris        | Miss Francia 1963                      | Isla-de-Francia        | Top 7                   |
| 1962 | Monique Lemaire        | Miss Francia 1962                      | Costa Esmeralda        | Segunda finalista       |
| 1961 | Michèle Wargnier       | Miss Francia 1961                      | Bretaña                | Tercera finalista       |
| 1960 | Diane Medina           | Comité externo                         | -                      | Top 15                  |
| 1959 | Marie Hélène Trové     | Comité externo                         | -                      | No clasificó            |
| 1958 | Claudine Auger         | Comité externo                         | -                      | Primera finalista       |
| 1957 | Claude Inès Navarro    | Comité externo                         | -                      | Top 7                   |
| 1956 | Geneviève Solare       | Comité externo                         | -                      | No clasificó            |
| 1955 | Gisèle Thierry         | Comité externo                         | -                      | Top 7                   |
| 1954 | Claudine Bleuse        | Comité externo                         | -                      | Tercera finalista       |
| 1953 | Denise Perrier         | Comité externo                         | -                      | Miss Mundo 1953         |
| 1952 | Nicole Drouin          | Miss Francia 1951                      | Costa Azul             | No clasificó            |
| 1951 | Jacqueline Lemoine     | Comité externo                         | -                      | No clasificó            |

## Galería
Estas son algunas de las ganadoras del concurso:

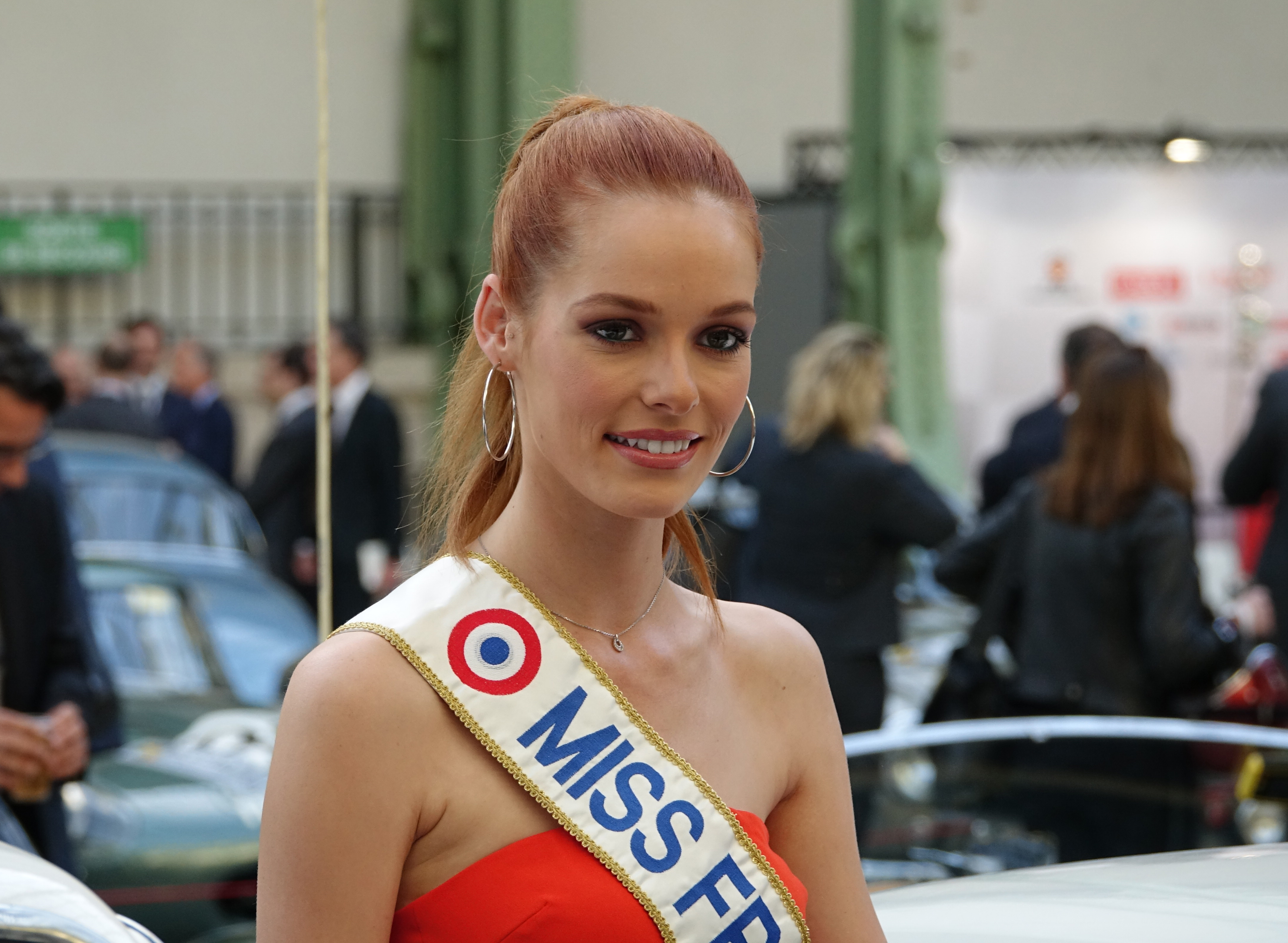
Miss Francia 2018 Maëva Coucke
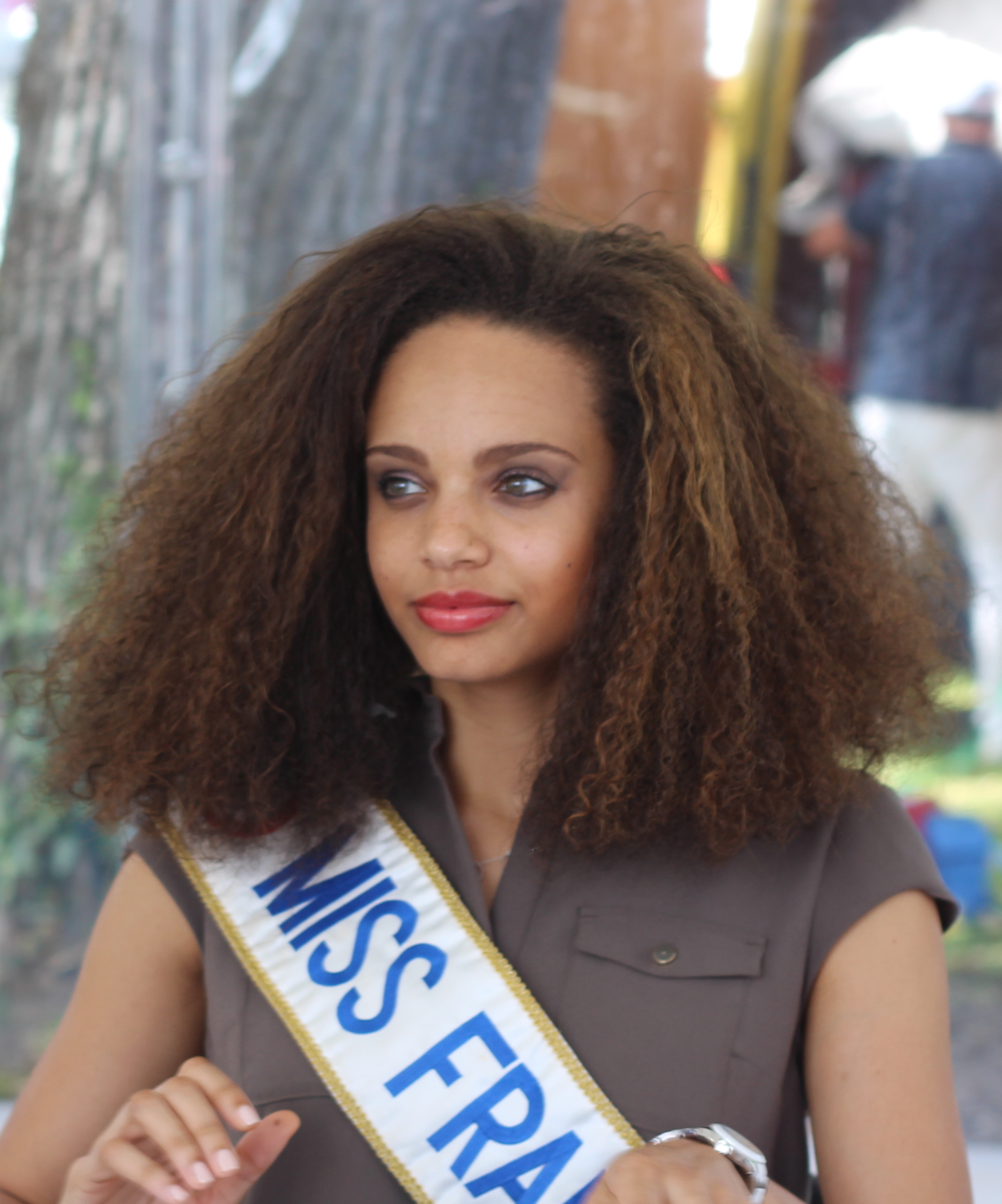
Miss Francia 2017 Alicia Aylies
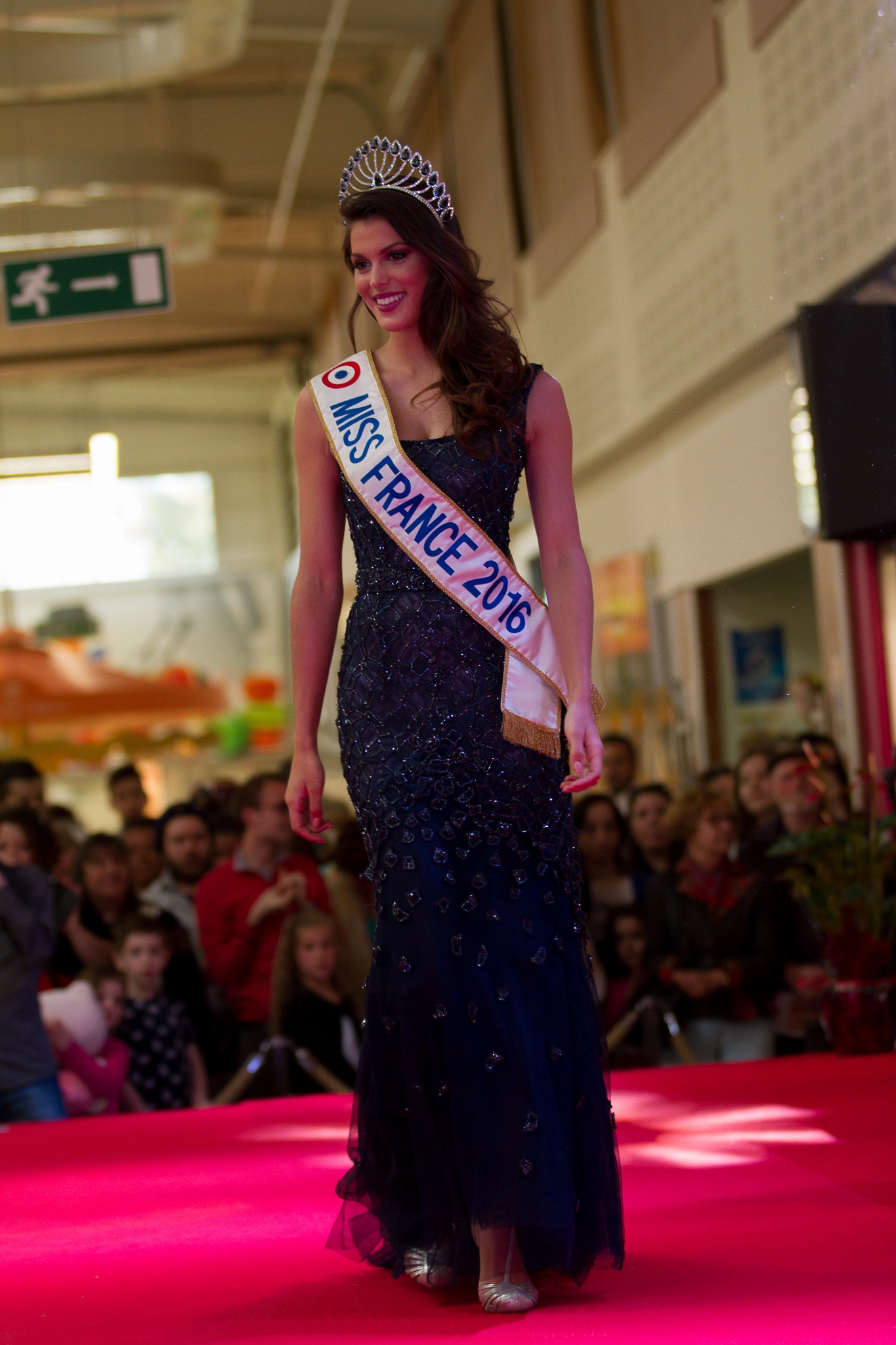
Miss Francia 2016 Iris Mittenaere
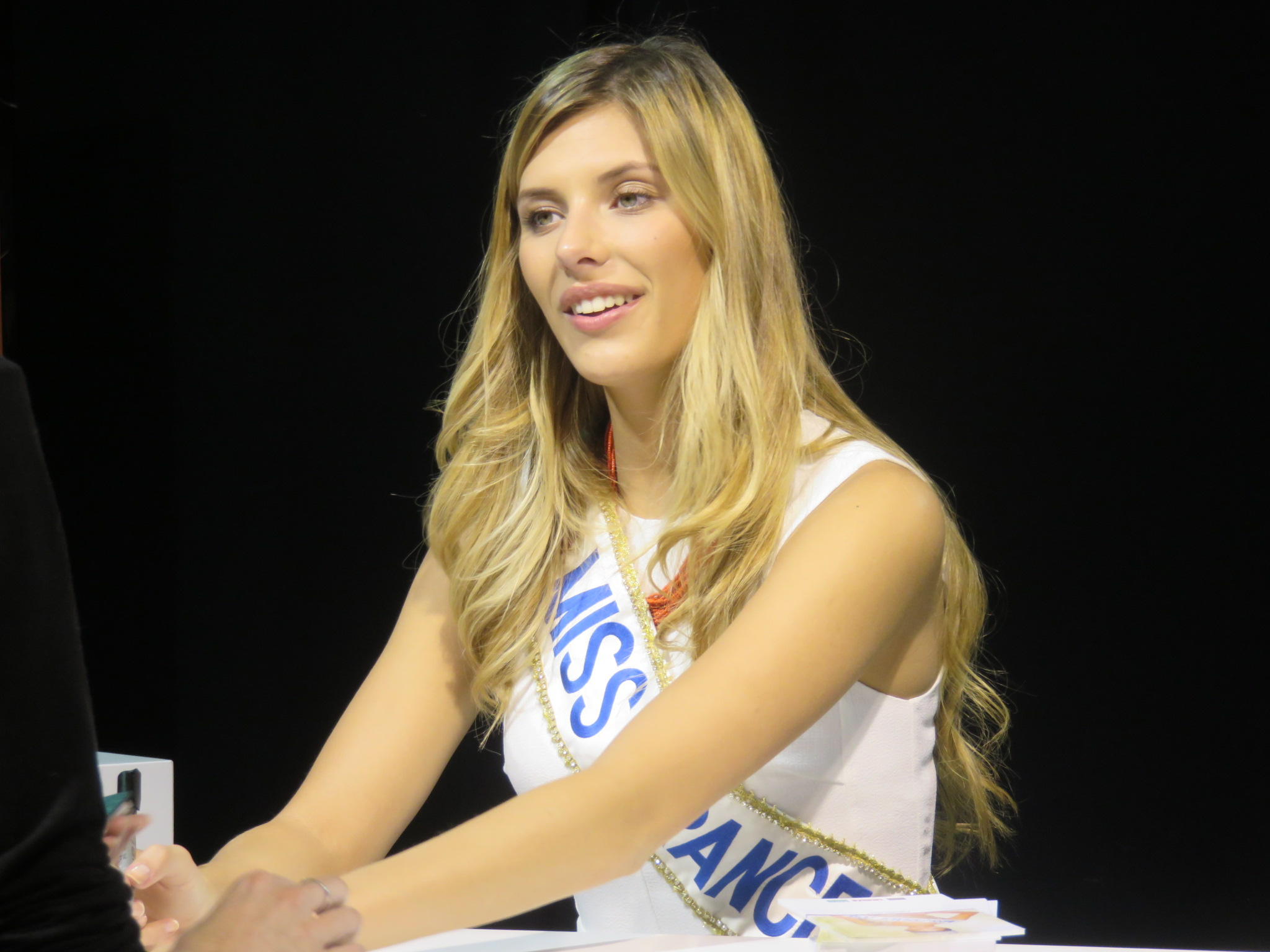
Miss Francia 2015 Camille Cerf
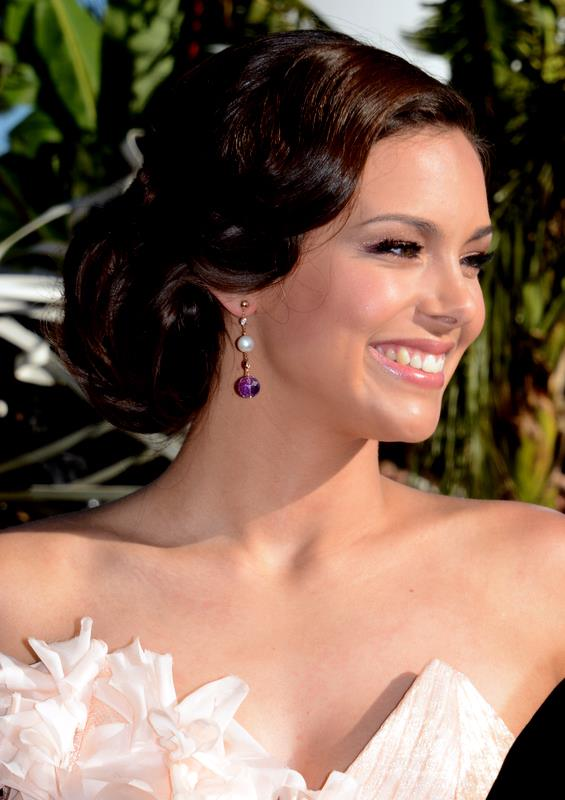
Miss Francia 2013 Marine Lorphelin
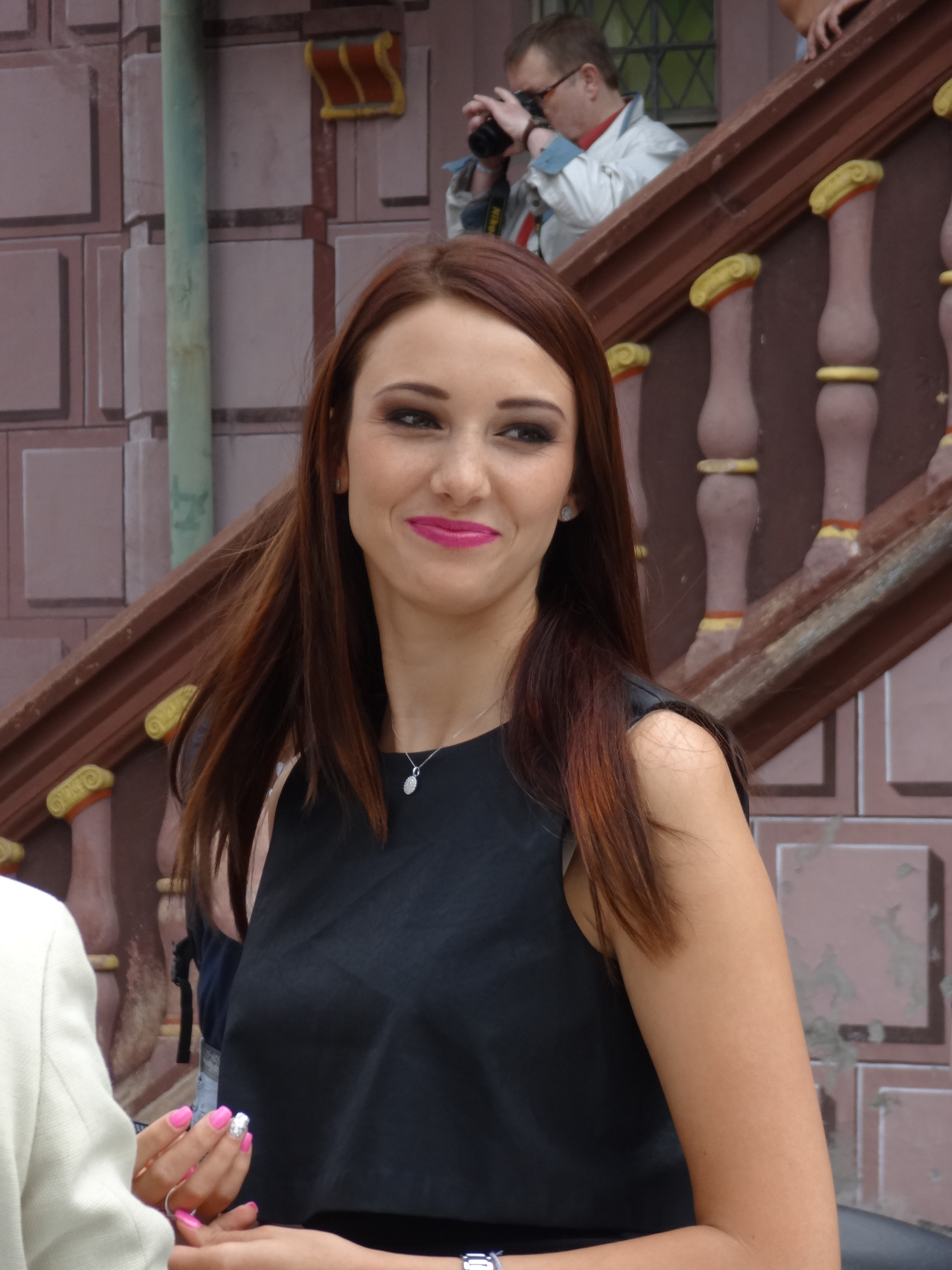
Miss Francia 2012 Delphine Wespiser
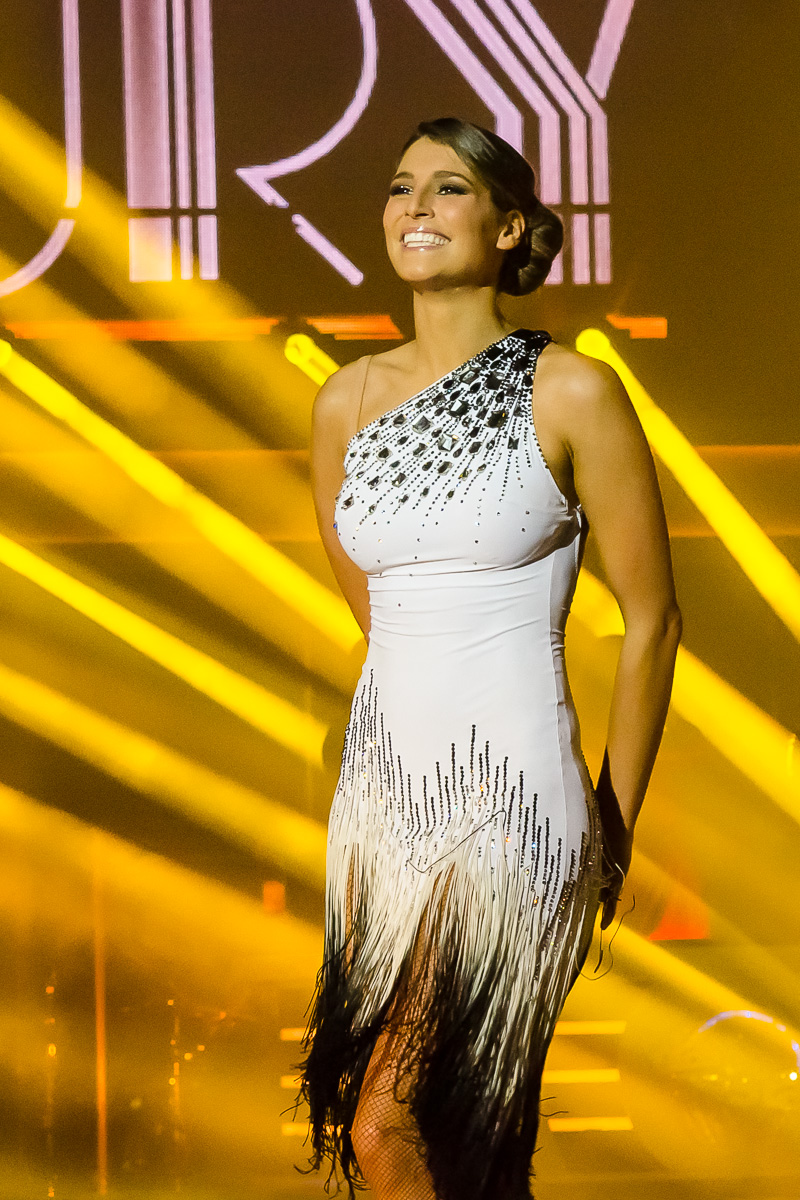
Miss Francia 2011 Laury Thilleman
Miss Francia 2010Malika MénardMiss Francia 2010 Malika Ménard
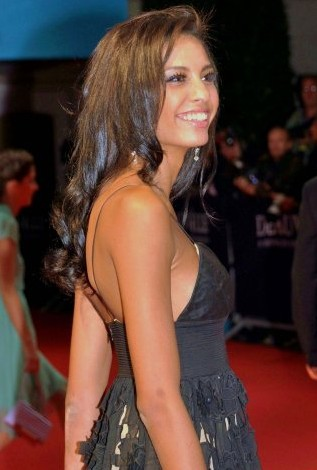
Miss Francia 2009 Chloé Mortaud
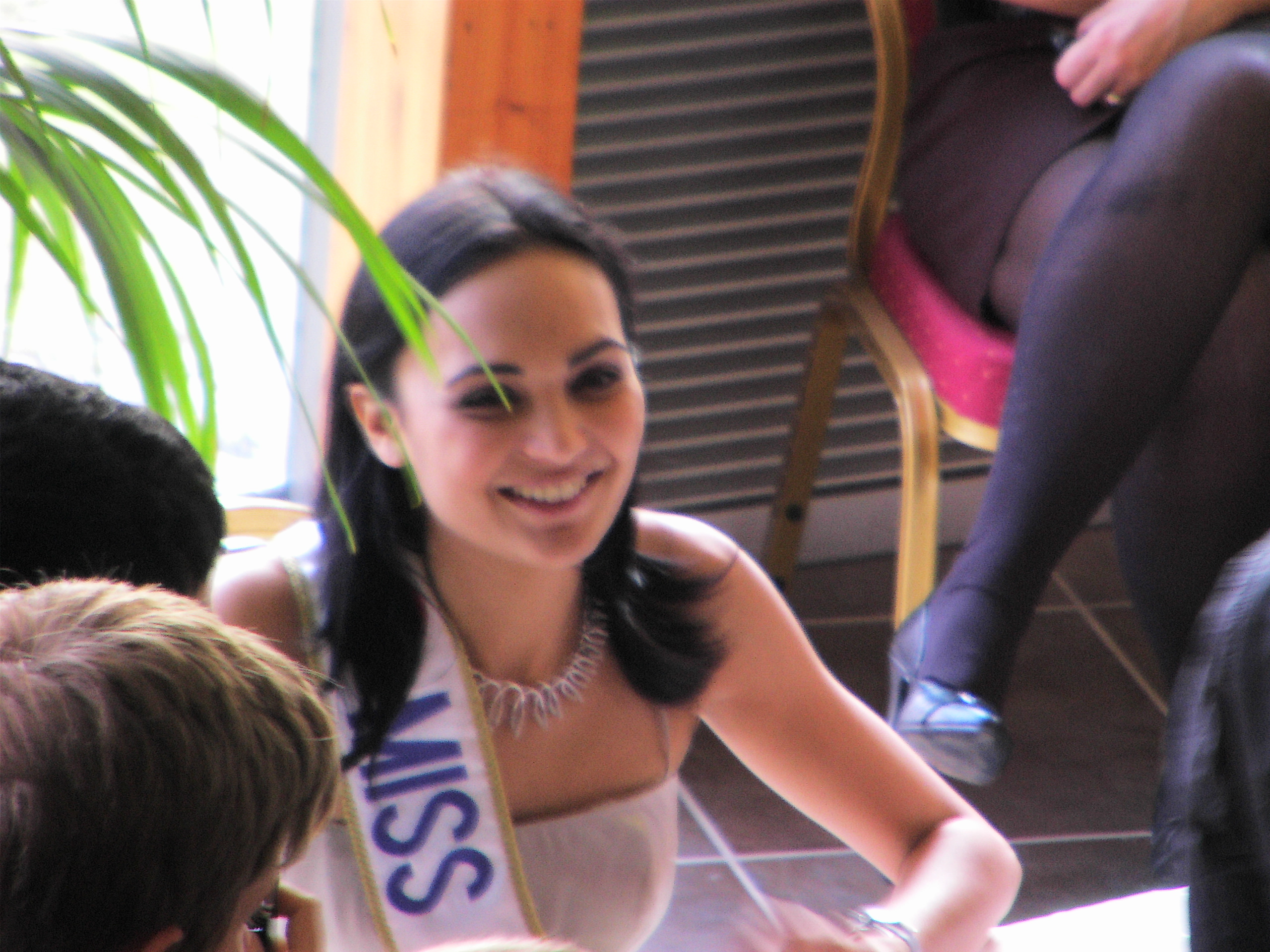
Miss Francia 2008 Valérie Bègue
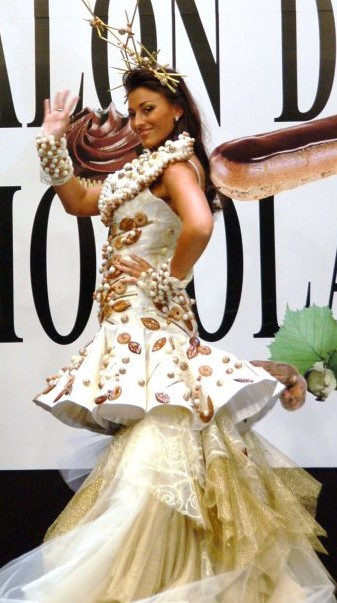
Miss Francia 2007 Rachel Legrain-Trapani
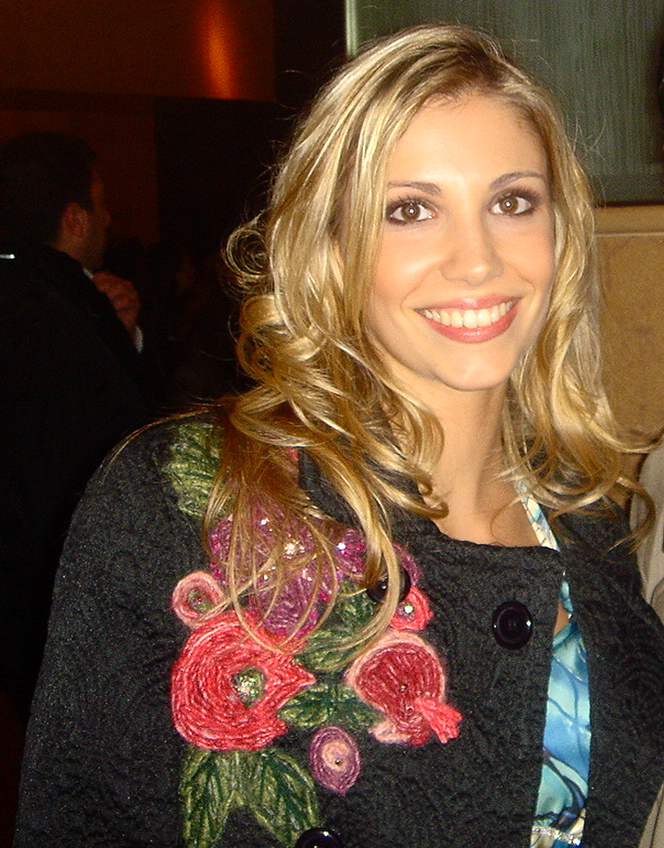
Miss Francia 2006 Alexandra Rosenfeld
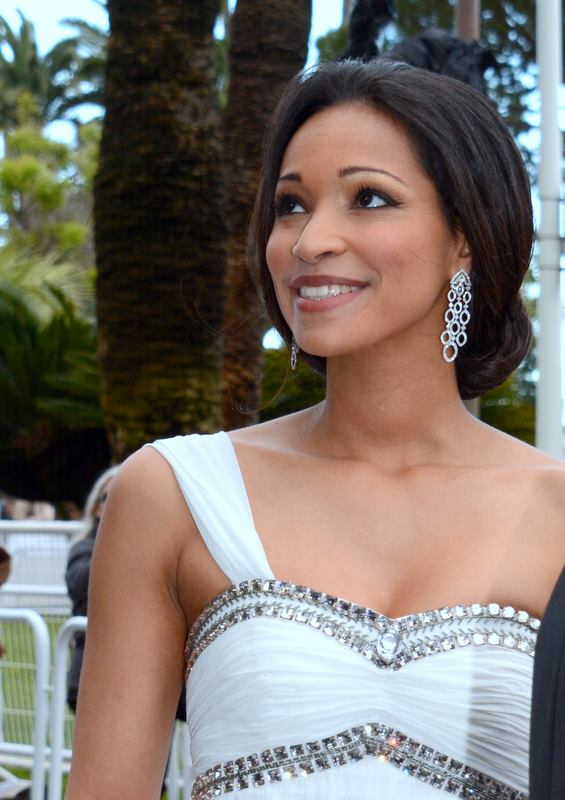
Miss Francia 2005 Cindy Fabre
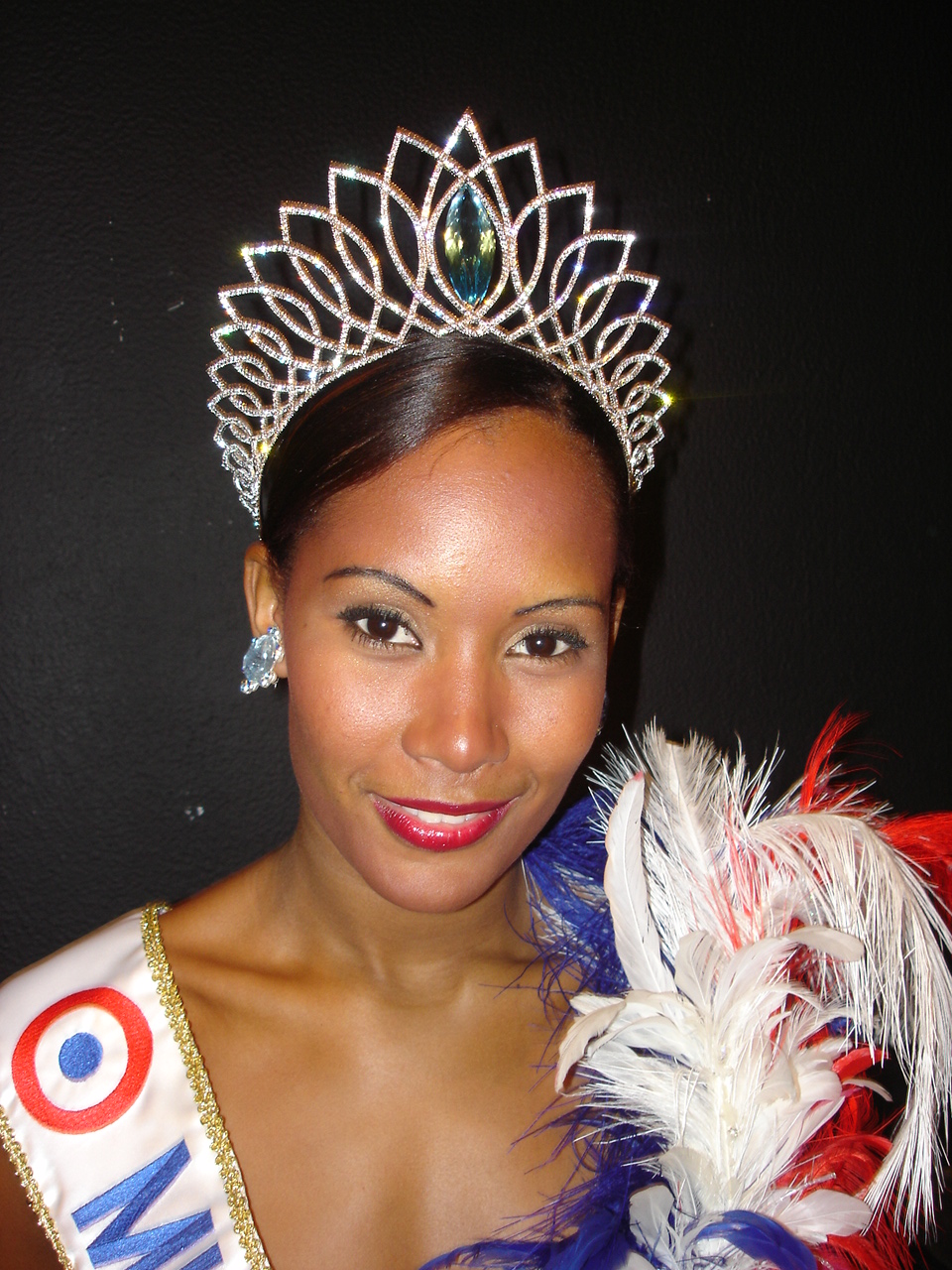
Miss Francia 2003 Corinne Coman
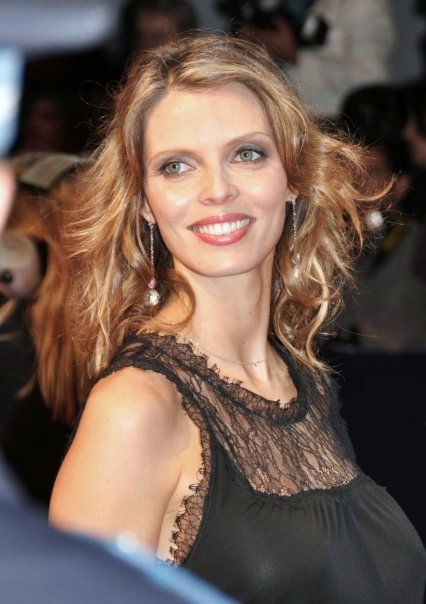
Miss Francia 2002 Sylvie Tellier
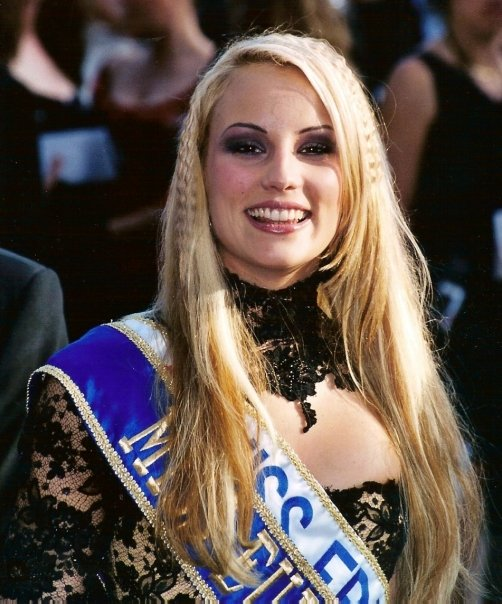
Miss Francia 2001 Élodie Gossuin-Lacherie
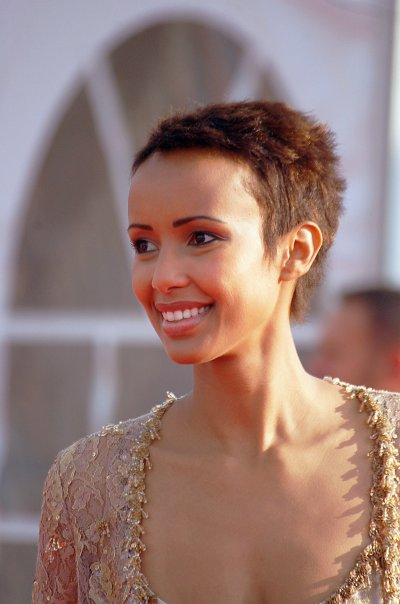
Miss Francia 2000 Sonia Rolland
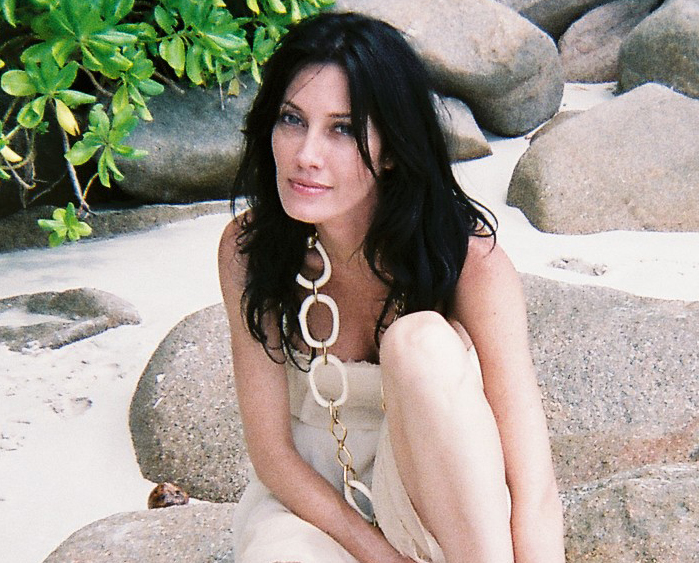
Miss Francia 1999 Mareva Galanter
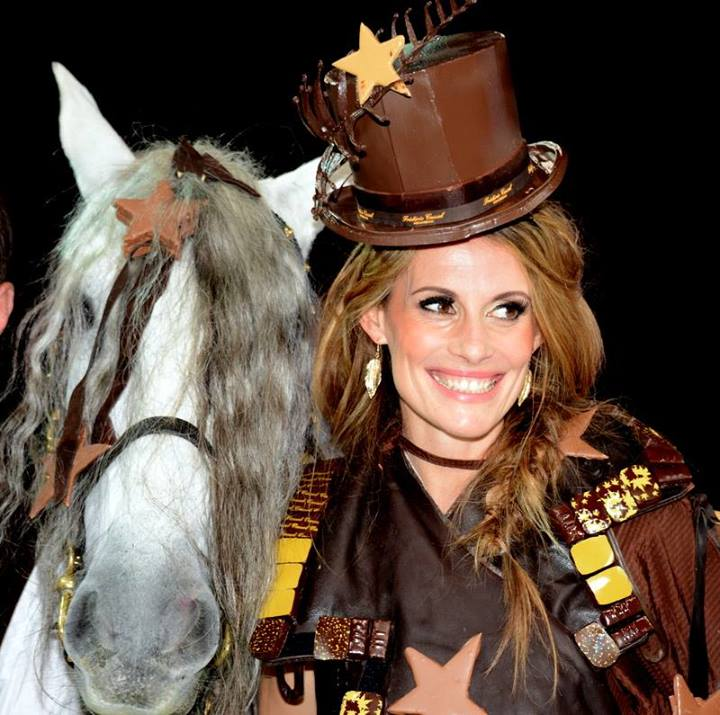
Miss Francia 1998 Sophie Thalmann
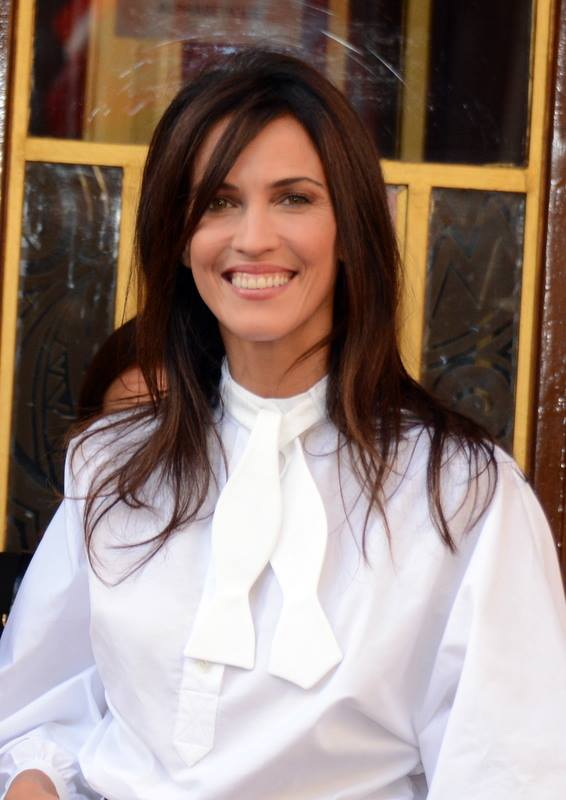
Miss Francia 1992 Linda Hardy
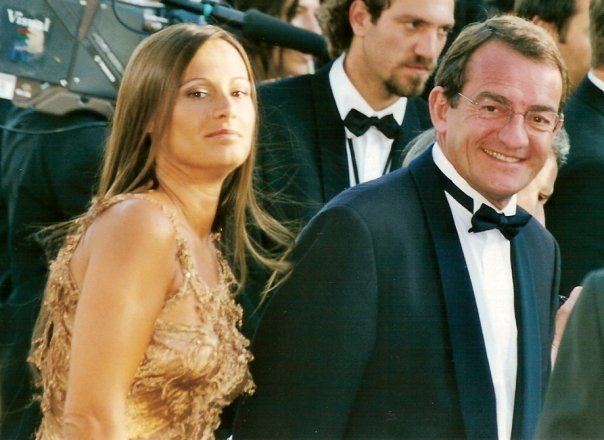
Miss Francia 1987 Nathalie Marquay
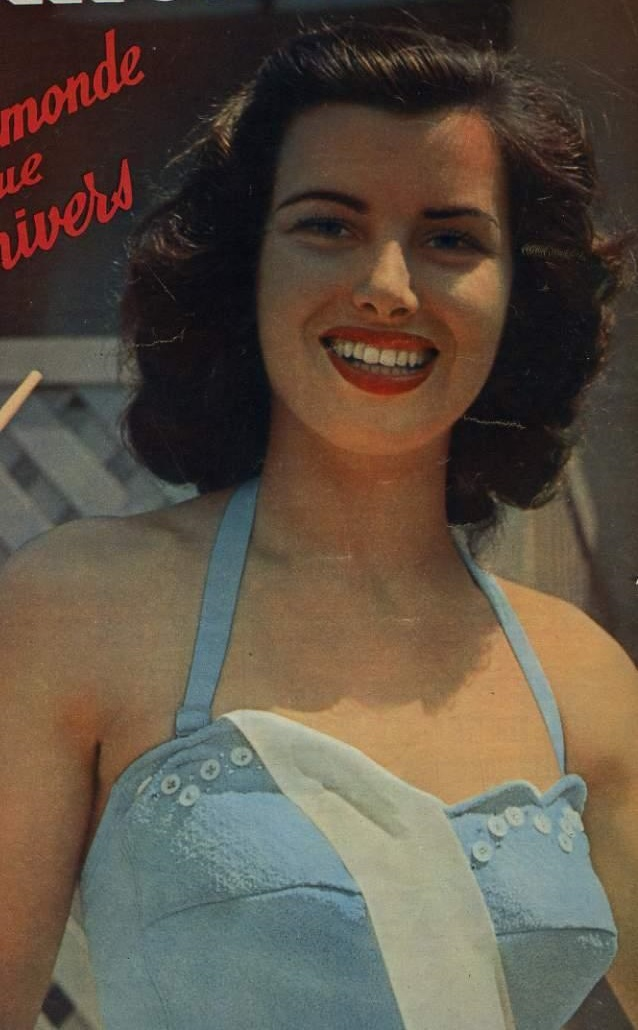
Miss Francia 1953 Christiane Martel
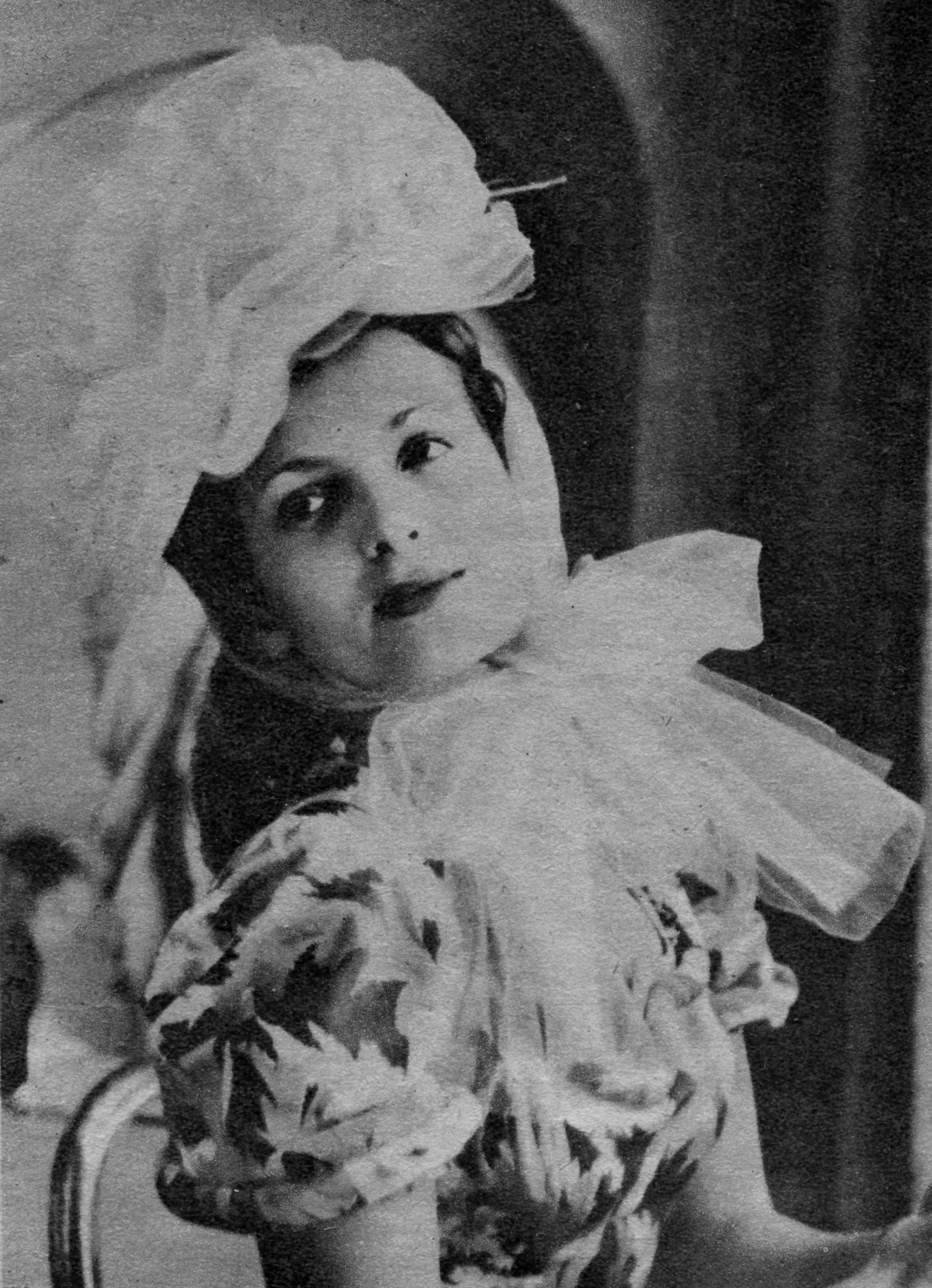
Miss Francia 1949 Juliette Figueras
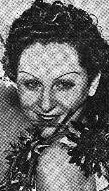
Miss Francia 1938 Annie Garrigues
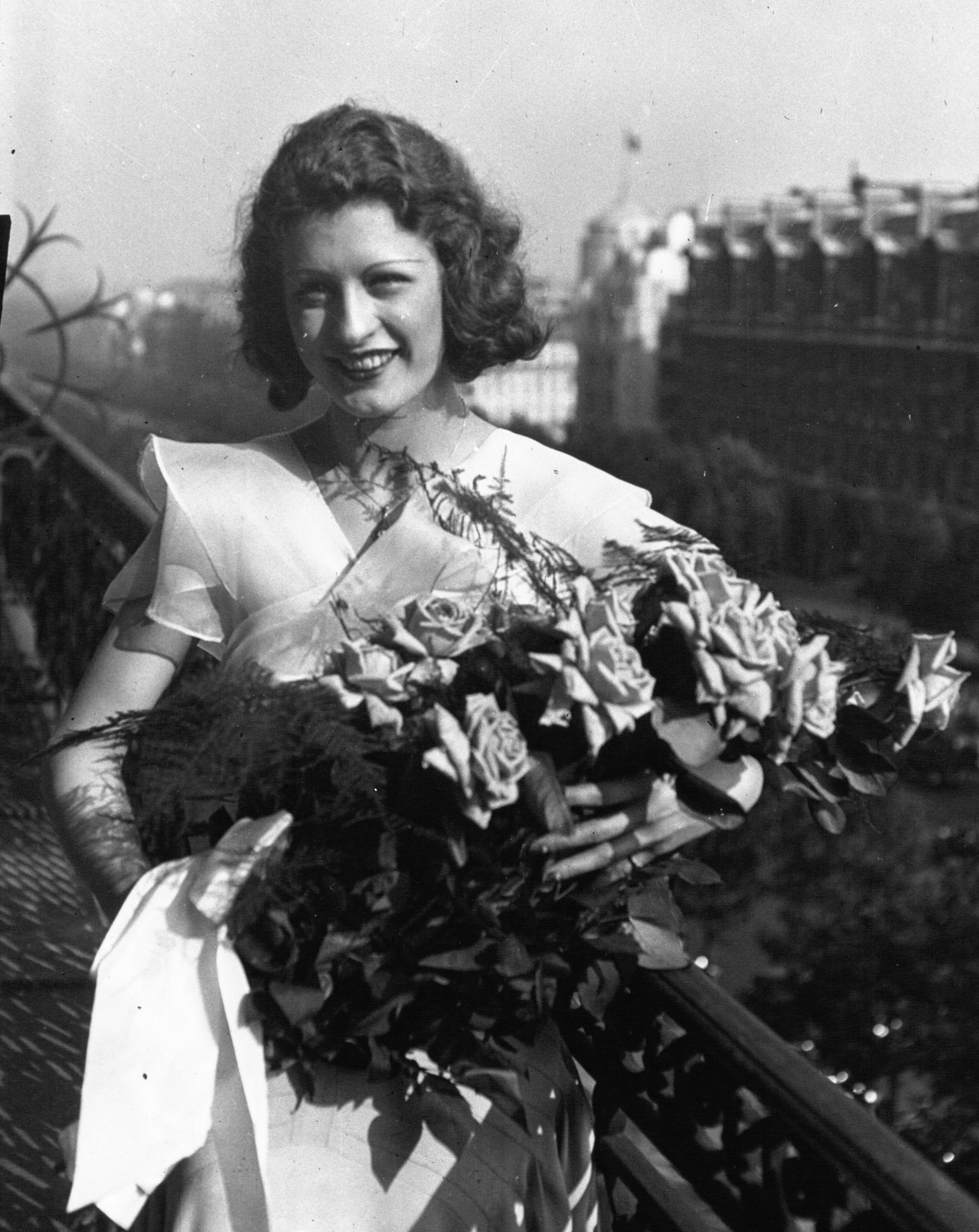
Miss Francia 1934 Simone Barillier
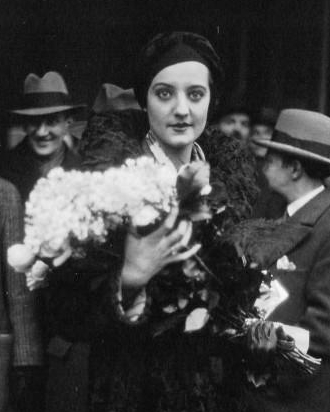
Miss Francia 1932 Lyne de Souza
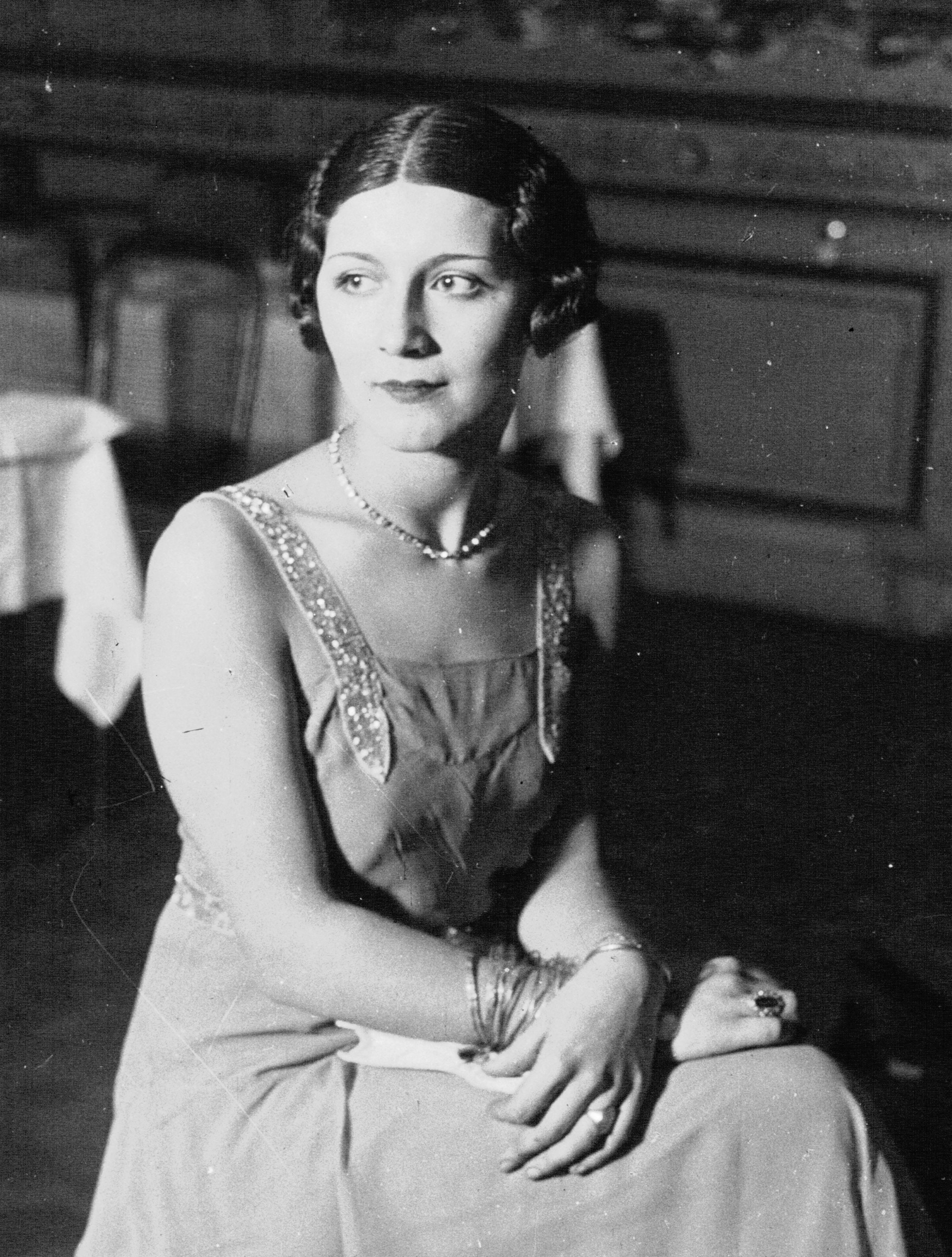
Miss Francia 1931 Jeanne Juilla
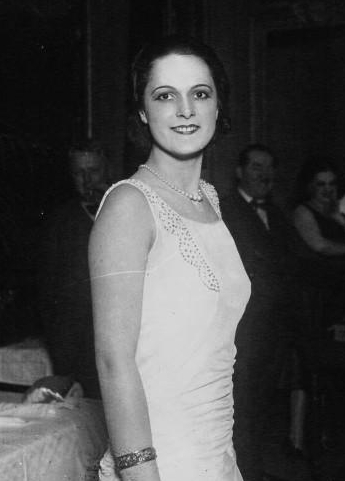
Miss Francia 1930 Yvette Labrousse
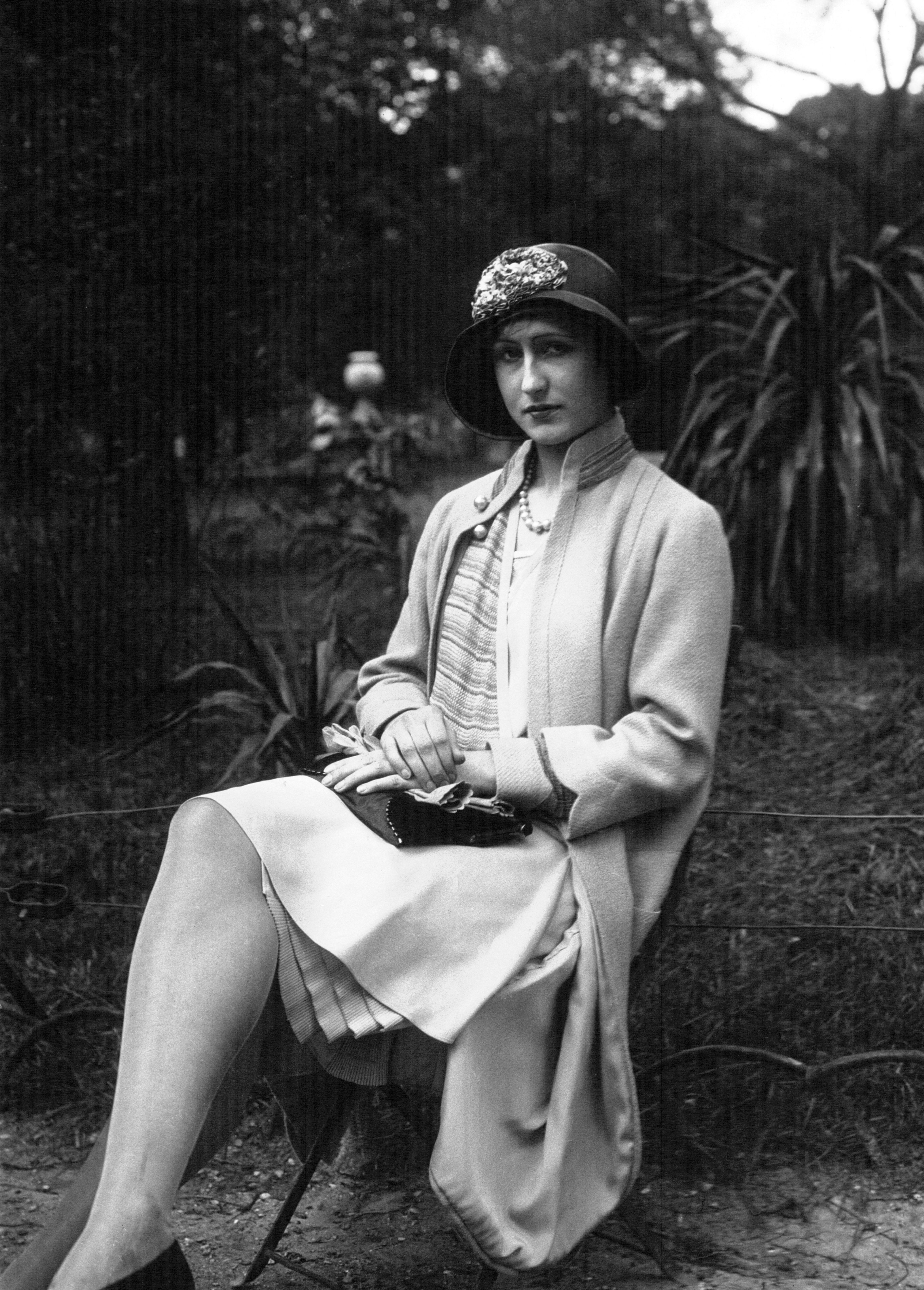
Miss Francia 1928 Raymonde Allain
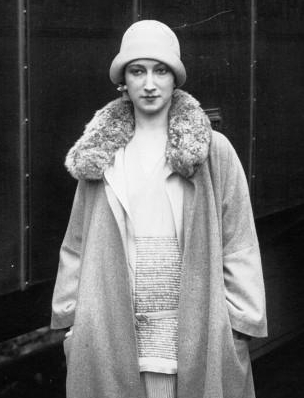
Miss Francia 1927 Roberte Cusey
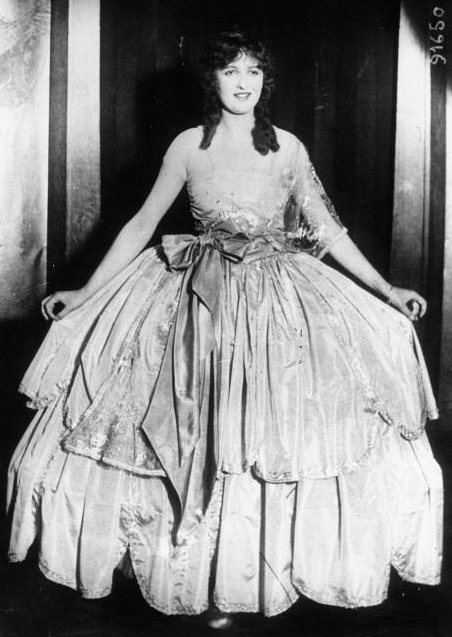
Miss Francia 1921 Agnès Souret